# Cà Nàng
Cà Nàng là một xã thuộc huyện Quỳnh Nhai, tỉnh Sơn La, Việt Nam.
Xã Cà Nàng có diện tích 179,12 km², dân số năm 1999 là 4803 người, mật độ dân số đạt 27 người/km².